# Supermarine Swift
Супермарин Свифт (англ. Supermarine Swift) — британский реактивный истребитель 1950-х годов. Первый серийно производившийся в Великобритании самолёт со стреловидным крылом.

## Разработка
«Свифт» был развитием малоудачного палубного реактивного истребителя Supermarine Attacker.  Его прототип (Тип 510) совершил первый полёт 29 декабря 1948 года и стал первым британским самолётов со стреловидным крылом и стабилизатором. Машина изначально проектировалось как корабельная и успела пройти испытания на палубе авианосца до того, как интерес Королевского флота к ней угас
Вторым прототипом стал «Тип 528», совершивший первый полёт в марте 1950 года. В августе того же года поднялась в воздух и третья, доработанная машина—«Тип 535». В 1951 году первый полёт совершил «Тип 541», две экземпляра которого стали уже основой для серийных бортов. К тому времени британское Министерство авиации заказало более 100 «Свифтов», рассматривая их как резерв на случай неудачи программы разработки «Хантера», а также как возможную замену устаревающему «Метеору» в качестве перехватчика.
На «Тип 541» на смену двигателям «Роллс-Ройс Нин» пришли более совершенные «Роллс-Ройс AJ.65», в серии получившие название «Эйвон». Несмотря на его меньшее сечение, фюзеляж истребителя перерабатывать не стали.

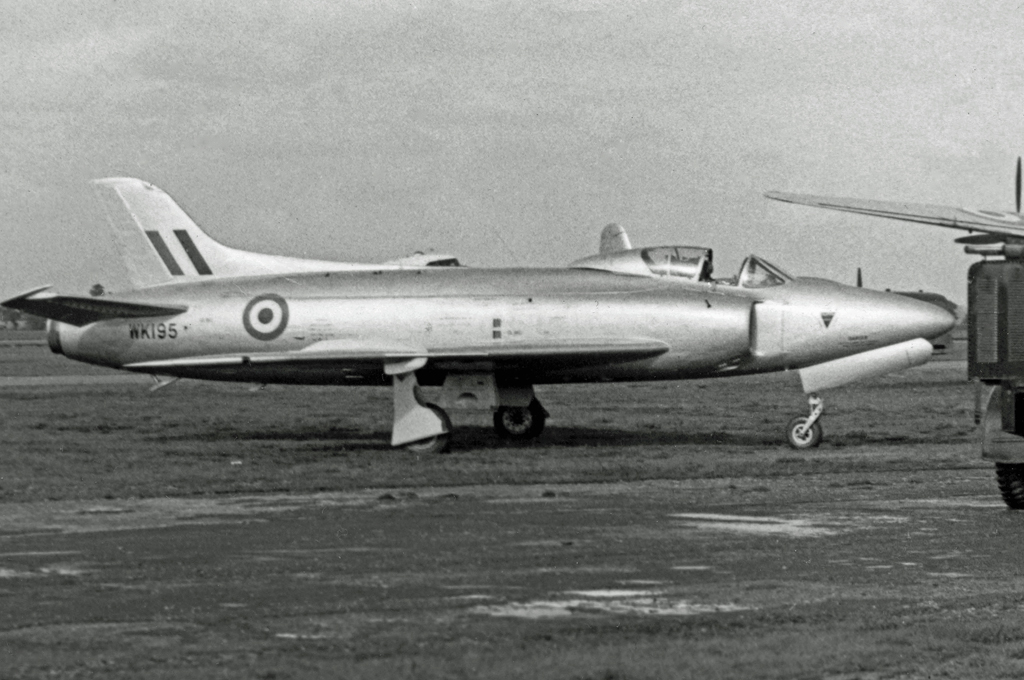
Swift.F.1 во время испытаний в 1951 году.

На фоне шедшего противостояния стран НАТО и Варшавского договора кабинет вновь вернувшегося на пост премьер-министра в 1951 году Уинстона Черчилля включил программу «Свифта» в число сверхприоритетных. Первая серийная машина поднялась в воздух 25 августа 1952 года, а уже в феврале 1954 года началось их поступление в 56-ю эскадрилью Королевских ВВС. Этот вариант получил название Swift F Mk 1, он оснащался «Роллс-Ройс Эйвон 109» с тягой в 33,4 кН и двумя 30-мм пушками ADEN. Всего было произведено 18 бортов этой модификации.
Следующий вариант, известный как F Mk 2, отличался двумя дополнительными 30-мм пушками. Однако вызванные размещением дополнительного боекомплекта проблемы привели к тому, что выпуск этой модификации ограничился 16 машинами.
Третий вариант, F Mk 3, оснащался только двумя 30-мм пушками и двигателем «Роллс-Ройс Эйвон 114» с форсажной камерой. По нему было изготовлено 25 бортов, не поступавших на вооружение, а использовавшихся в качестве учебных.
Следующий вариант, F Mk.4, отличался от предыдущего наличием стабилизатора с изменяемым углом его установки в полёте, что помогло решить проблемы с управляемостью. Однако на нём же выявилась невозможность использования форсажа на больших высотах.

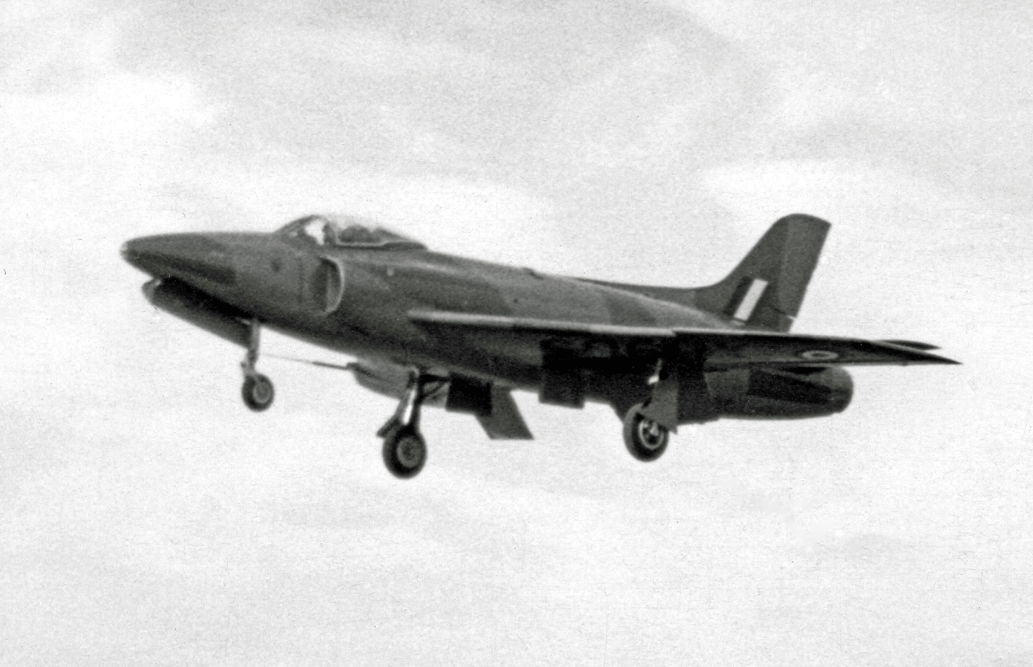
Посадка Swift FR.5 на авиасалоне Фарнборо в 1955 году.

Следующий в линии, FR Mk 5, был тактическим разведчиком, в удлинённом носовом обтекателе которого размещалось три камеры. Он оснащался двигателем «Роллс-Ройс Эйвон 114» с форсажной камерой, двумя 30-мм пушками и новомодным беспереплётным фонарём кабины. Самый массовый вариант (построено 62 машины), состоял на вооружении трёх эскадрилий, куда начал поступать в 1955 году. На низких высотах (на которых обычно используются тактические разведчики) его недостатки были не столь очевидны, и потому он прослужил сравнительно долго.
Последние два варианта были опытными: невооружённый самолёт—разведчик PR Mk 6 и экспериментальный F Mk 7. Последний был специально разработан для испытаний ракеты класса «воздух-воздух» «Файрфлэш», имея бортовую РЛС в носовом обтекателе, более совершенный двигатель и 4 30-мм пушки. Было построено 14 машин, которые использовались только для испытательных пусков и на вооружение Королевских ВВС никогда не поступали.

## Эксплуатация

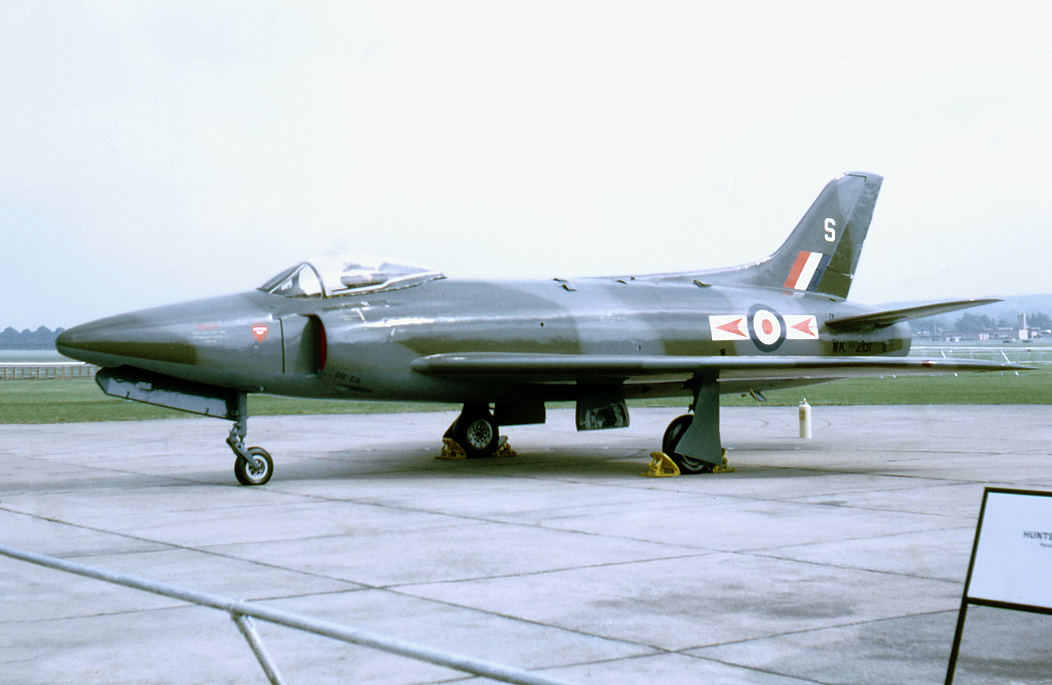
Swift FR.5 WK281 79-й эскадрилии Королевских ВВС

Эксплуатация «Свифта» началась с большого количества лётных инцидентов с моделями F 1 и F 2. В итоге служба обоих истребительных вариантов была короткой и они в 56-й эскадрилии были заменены Hawker Hunter.
Разведывательный вариант («Свифт» FR.5) начал поступать позже и прослужил существенно дольше—несмотря на начавшуюся в 1961 году замену на Hunter FR.10, отдельные экземпляры находились на вооружении до 1970-х годов. Одна эскадрилия (79-я) FR 5 размещалась на таком важном в годы Холодной войны направлении, как Западная Германия. В боевых действиях «Свифт» участия никогда не принимал.
Самолёт использовался для установления рекорда скорости: 26 сентября 1953 над Ливией «Свифт» F.4 (WK198), пилотируемый Майком Литгоу, развил 1187 км/ч. Впрочем, это достижение всего через восемь дней было превзойдено на истребителе «Скайрэй» в США. «Свифт» стал последним британским серийным самолётом, установившим такой рекорд (Fairey Delta 2 был экспериментальным).
Всего было выпущено 197 самолётов из 497 заказанных. Некоторое количество планёров «Свифтов» в 1956 году было отправлено в Австралию для участия в операции «Баффало», в которой проверялось воздействие поражающих факторов ядерного взрыва .
Несмотря на то, что на позднем (разведывательном) варианте были решено большинство проблем, в силу существования более совершенного «Хантера» было решено программу закрыть, а оставшиеся в эксплуатации «Свифты» постепенно заменить им.

## Модификации
Type 510
Прототип.
Type 517
Прототип с изменяемым углом установки стабилизатора.
Type 535
Прототип с шасси велосипедного типа.
Swift F.Mk 1
Одноместный истребитель с изменяемым углом установки стабилизатора, двигателем «Роллс-Ройс Эйвон RA-7/109» и двумя 30-мм пушками.
Swift F.Mk 2
Одноместный истребитель, оснащённый четырьмя 30-мм пушками.
Swift F.Mk 3
Одноместный истребитель, с двигателем «Роллс-Ройс Эйвон RA-7A/114» и двумя 30-мм пушками.
Swift F.Mk 4
Одноместный истребитель с изменяемым углом установки стабилизатора.
Swift FR.Mk 5
Одноместный тактический разведчик, с тремя камерами в удлинённом носовом обтекателе, беспереплётным фонарём кабины, двигателем «Роллс-Роллс Эйвон 114» и двумя 30-мм пушками.
Swift F.Mk 7
Одноместный истребитель, с РЛС в удлинённом носовом обтекателе, двумя 30-мм пушками ADEN и двумя УРВВ «Fireflash».

## Эксплуатанты
Великобритания
Королевские военно-воздушные силы Великобритании—эксплуатировался с 1954 года до 1970-х годов в следующих частях:
- 2–я эскадрилия, аэродром Мэрхэм (Swift FR 5)
- 4–я эскадрилия, аэродром Уиттеринг (Swift FR 5)
- 56–я эскадрилия, аэродром Уэддингтон (Swift F 1 и F 2)
- 79–я (позже 4–я) эскадрилия, аэродром Вунсторф (Swift FR 5)

## Сохранившиеся экземпляры
- VV106 (Supermarine Type 517) в музее британской морской авиации, Еовилтон, Великобритания.
- WK198 (прототип F.4, только фюзеляж), использовавшийся для установления рекорда скорости, в Бруклэндском музее, до 2011 года находился в Северо-Восточном авиационном музее в Сандерленде, до 2008 в музее ВВС в Милломе[3].
- WK275 (F.4) в частном музее, Аппер Хилл, Великобритания.
- WK277 (FR.5) в Ньюаркском авиационном музее, Ньюарк, Великобритания.
- WK281 (FR.5) в Тангмерском авиационном музее, Тангмер, Великобритания.
- G-SWIF (F.7, бывший XF114) в авиационном музее «Солэнт Скай», Саутгемптон, Великобритания.

## Тактико-технические характеристики
Данные для Supermarine Swift FR Mk 5
Источник данных: Andrews & Morgan, 1987, p. 297

Технические характеристики
- Экипаж: 1 пилот
- Длина: 12.88 м
- Размах крыла: 9.85 м
- Высота: 4.02 м
- Площадь крыла: 30.5 м²
- Масса пустого: 6094 кг
- Максимальная взлётная масса: 9381 кг
- Силовая установка: 1 × ТРД
  - Бесфорсажная тяга: 1 × 31,9 кН
  - Форсажная тяга: 1 × 42,0 кН

Лётные характеристики
- Максимальная скорость:  
  - у земли: 1148 км/ч
- Практическая дальность: 1014 км
- Практический потолок: 13 960 м
- Скороподъёмность: 74,5 м/с

Вооружение
- Стрелково-пушечное:  
  - 2 × 30 мм пушки ADEN
- Точки подвески: 2

## Внешние ссылки
- Swift at Thunder and Lightnings
- Picture of a Swift F.Mk.1
- Picture of an early Swift
- Picture of the Supermarine 510 VV106